# حمى ما بعد الجراحة
حمى ما بعد الجراحة هي حالة شائعة تشكل تحديًا للأطباء في إيجاد التشخيص الصحيح، لأنها يمكن أن تكون السمة المميزة لحالات خطيرة كامنة. ما بين 40-50٪ من المرضى الذين يخضعون لعمليات جراحية يُصابون بحمى ما بعد العملية الجراحية وذلك بحسب نوع الجراحة ولكن تبين أن النسبة التي تسببها العدوى نسبة صغيرة.

## الأسباب
تتلخص الأسباب الأكثر شيوعًا في مقوي ذاكرة: مفيد: ويحدث هذا الأمر في أيام معينة بعد الجراحة (أيام ما بعد الجراحة) (POD)
| الفئة                                                      | اليوم                                     | الوصف |
| ---------------------------------------------------------- | ----------------------------------------- | --- |
| النزعة                                                     | اليوم الأول بعد الجراحة إلى اليوم الثاني  | الرئتان، بمعنى آخر التهاب رئوي، والْتِهابٌ رِئَوِيٌّ شَفْطِيّ، وانسداد رئوي. لقد تم عزو هذا النوع من الحمى إلى الانخماص ولكن تبين أن ذلك لم يكن دقيقًا.Pile JC (2006). "Evaluating postoperative fever: a focused approach". Cleve Clin J Med. ج. 73 ع. Suppl_1: S62–6. DOI:10.3949/ccjm.73.Suppl_1.S62. PMID:16570551.</ref> |
| المياه                                                     | اليوم الثالث بعد الجراحة إلى اليوم الخامس | التهاب المسالك البولية، المتعلق بالقسطرة المعلقة (أثناء الجراحة أو في الوقت الراهن أي قسطرة فول] ) |
| المشي (أو الأوردة، والتي من ثم تبدو مثل ""وينز" (Weins) ") | اليوم الرابع بعد الجراحة إلى اليوم السادس | خثار الأوردة العميقة أو الانسداد الرئوي |
| الجرح                                                      | اليوم الخامس بعد الجراحة إلى اليوم السابع | عدوى موضع الجراحة، التي تكون في طب التوليد أو الأمراض النسائية، قد تشير إلى الرحم. |
| تسأل عن الأدوية أو “ما الذي فعلناه؟”                       | اليوم السابع بعد الجراحة فما بعده         | الحمى الدوائية، العدوى المتعلقة بخطوط الوريد أو رد فعل لمنتجات الدم |

قد توجد متغيرات متعددة حول نفس الموضوع: أحيانًا كلمة أخرى لعبارة amp;quot;"التساؤل لماذا" " قد تشير إلى خراج في مكان ما في الجسم أو في موقع الجراحة. وبالطبع، هذه القائمة غير شاملة: حيث يعد التعفن الناجم عن القسطرة أمرًا متكررًا، ولكن من السهل معرفته.
كما يمكن أن تحدث الإصابة بحمى ما بعد الجراحة نتيجة الالتهابات التي تحدث بسبب الجراحة نفسها، ولا تتطلب دائمًا رعاية طبية.

## الثقافة الشعبية
في الحلقة الأولى من برنامج غيرز أناتومي (Grey's Anatomy)، أشارت ميريديث إلى مقوي الذاكرة هذا.